# Ланкиёган (приток Агрнъёгана)
Ланкиёган (устар. Ланки-Ёган) — река в России, протекает по Ханты-Мансийскому АО. Устье реки находится в 65 км по левому берегу реки Агрнъёган. Длина реки составляет 10 км.

## Данные водного реестра
По данным государственного водного реестра России относится к Верхнеобскому бассейновому округу, водохозяйственный участок реки — Обь от впадения реки Вах до города Нефтеюганск, речной подбассейн реки — Обь ниже Ваха до впадения Иртыша. Речной бассейн реки — (Верхняя) Обь до впадения Иртыша.
Код объекта в государственном водном реестре — 13011100112115200043799.